# Simeon
Simeon je moško osebno ime.

## Izvor imena
Ime Simeon je različica moškega osebnega imena Simon.

## Pogostost imena
Po podatkih Statističnega urada Republike Slovenije je bilo na dan 31. decembra 2007 v Sloveniji število moških oseb z imenom Simeon: 70.

## Osebni praznik
V našem koledarju z izborom svetniških imen, udomačenih med Slovenci in njihovimi godovnimi dnevi po novem bogoslužnem koledarju je ime Simeon zapisano 4 krat. Pregled godovnih dni v katerih poleg Silvestra godujejo še Šimen  in osebe katerih imena nastopajo kot različice navedenih imen.
- 5. januar, Simeon Stilit, puščavnik († 5. jan. 459)
- 2. februar, sv. Simeon, striček v templju
- 18. februar, Simeon Jeruzalemski, škof († 18. feb. v 1. stoletju)
- 21. april, Simeon Barsabejski, škof in mučenec († 21. apr. 341)